# Northeast Pennington (Dakota del Sur)
Northeast Pennington es un territorio no organizado ubicado en el condado de Pennington en el estado estadounidense de Dakota del Sur. En el Censo de 2010 tenía una población de 29 habitantes y una densidad poblacional de 0,09 personas por km².

## Geografía
Northeast Pennington se encuentra ubicado en las coordenadas 44°20′54″N 102°5′27″O / 44.34833, -102.09083. Según la Oficina del Censo de los Estados Unidos, Northeast Pennington tiene una superficie total de 325.21 km², de la cual 323.91 km² corresponden a tierra firme y (0.4%) 1.3 km² es agua.

## Demografía
Según el censo de 2010, había 29 personas residiendo en Northeast Pennington. La densidad de población era de 0,09 hab./km². De los 29 habitantes, Northeast Pennington estaba compuesto por el 100% blancos, el 0% eran afroamericanos, el 0% eran amerindios, el 0% eran asiáticos, el 0% eran isleños del Pacífico, el 0% eran de otras razas y el 0% pertenecían a dos o más razas. Del total de la población el 0% eran hispanos o latinos de cualquier raza.